# ندای درون
ندای درون (انگلیسی: The Voice Within) یک فیلم درام جنایی بریتانیایی است که در سال ۱۹۴۶ منتشر شد. از بازیگران آن می‌توان به باربارا وایت و کیرون مور اشاره کرد.